# سفاردی‌ها
سِفاردی (عبری: סְפָרַדִּי‎، به عِبریِ مُدرن: سِفارادی) به یهودیانی گفته می‌شود که نسل آن‌ها به جامعه یهودی بومی شبه‌جزیره ایبری در ابتدای هزاره دوم میلادی می‌رسد. آنها با تفتیش عقاید اسپانیایی از این منطقه تبعید شدند. خود واژهٔ سفاراد در زبان عبری امروزی معنای اسپانیا را می‌دهد، اگرچه در تورات نام مکانی‌است مجهول. بسیاری از یهودیان سفارادی اواخر قرن پانزدهم میلادی در پرتغال کشته شدند یا به اجبار مذهب‌شان را به مسیحیت تغییر دادند یا مجبور به ترک کشور شدند. بعضی از آن‌ها که به دیگر بخش‌های اروپا یا آمریکا مهاجرت کردند در جوامع جدیدشان همچنان به گونه‌ای از زبان پرتغالی صحبت می‌کردند. جامعه یهودیان پرتغال که زمانی به ده‌ها هزار نفر بالغ می‌شد به ۱۰۰۰ نفر کاهش یافته‌است که بیشتر آن‌ها یهودیان موسوم به اشکنازی با ریشه‌های اروپای شرقی هستند. پیش از به راه افتادن دادگاه‌های تفتیش عقاید کلیسا (در قرن پانزدهم میلادی، در سال ۱۴۷۸ میلادی، دادگاه تفتیش عقاید در اسپانیا تأسیس شد) حدود ۳۰۰ هزار یهودی در اسپانیا زندگی می‌کردند و جامعه یهودیان این کشور یکی از بزرگ‌ترین جوامع یهودی در سراسر جهان بود. امروزه شمار یهودیان اسپانیا بین ۴۰ تا ۵۰ هزار نفر است. فرناندوی دوم، پادشاه آراگون و ایزابل یکم، ملکه کاستیا، می‌خواستند اسپانیا تماماً کاتولیک باشد. در سال ۱۴۹۲ میلادی به موجب «فرمان اخراج» (فرمان الحمرا) به یهودیان دستور داده شد که یا به آیین کاتولیک روی بیاورند یا اسپانیا را ترک کنند. به مسلمانانی که کاتولیک شده بودند، موریسکو گفته می‌شد. آن‌ها در سال ۱۶۰۹ میلادی از اسپانیا اخراج شدند. برآورد می‌شود که یک‌سوم یهودیان اسپانیا برای فرار از دادگاه‌های تفتیش عقاید به آیین کاتولیک گرویده باشند. به این یهودیان سابق «کنورسوس» (تغییر دین داده‌ها) گفته می‌شد. در قرن پانزدهم میلادی، در مجموع حدود ۱۰۰ هزار یهودی از اسپانیا گریختند. برخی از آن‌ها به شمال آفریقا رفتند، اما بیشترشان در قدرت اقتصادی بزرگ آن دوران، یعنی امپراتوری عثمانی، مستقر شدند. امپراتوری عثمانی در آن زمان از مجارستان تا ترکیه را در برمی‌گرفت و همچنان در حال گسترش بود. حدود ۹۰ درصد یهودیان ساکن ترکیه امروزی نوادگان یهودیان سفارادی هستند.
سلیمان ابن گبیرول، ابراهیم بن عزرا، یهودا هلوی و موسی بن میمون از یهودیان سفارادی سرشناس در دورهٔ چیرگی مسلمانان بر اسپانیا بودند.
زبان رسمی سفارادی‌ها زبان لادینو است که بدان یهودی اسپانیایی نیز می‌گویند از خانواده زبان‌های رومی با تأثیرپذیری از عبری و آرامی می‌باشد.
امروزه سفارادی در مفهوم موسع‌تری نیز به کار می‌رود و شامل یهودیان مزراحی (جوامع یهودی که تبار آن‌ها به خاورمیانه می‌رسد) و سایر یهودیانی که از آئین‌ها و سنت‌های سفارادی‌ها پیروی می‌کنند، نیز می‌شود.

## واژه‌شناسی
واژه سفارادی ریشهٔ عبری دارد و نامی از مکان‌های کتاب مقدس است. جایِ سفاراد به درستی معلوم نیست اما واژه «سفاراد» (Sepharad) در عبری مدرن به‌معنای اسپانیاست. سفارادی در اصل برای اشاره به نوادگان یهودیان در هیسپانیا و شبه‌جزیره ایبری در اسپانیا استفاده می‌شده‌است. اصطلاح «یهودی سفارادی» امروزه معنای وسیع‌تری دارد و می‌تواند به‌معنای یهودیان شرقی، آسیایی و آفریقایی باشد.

## پراکندگی

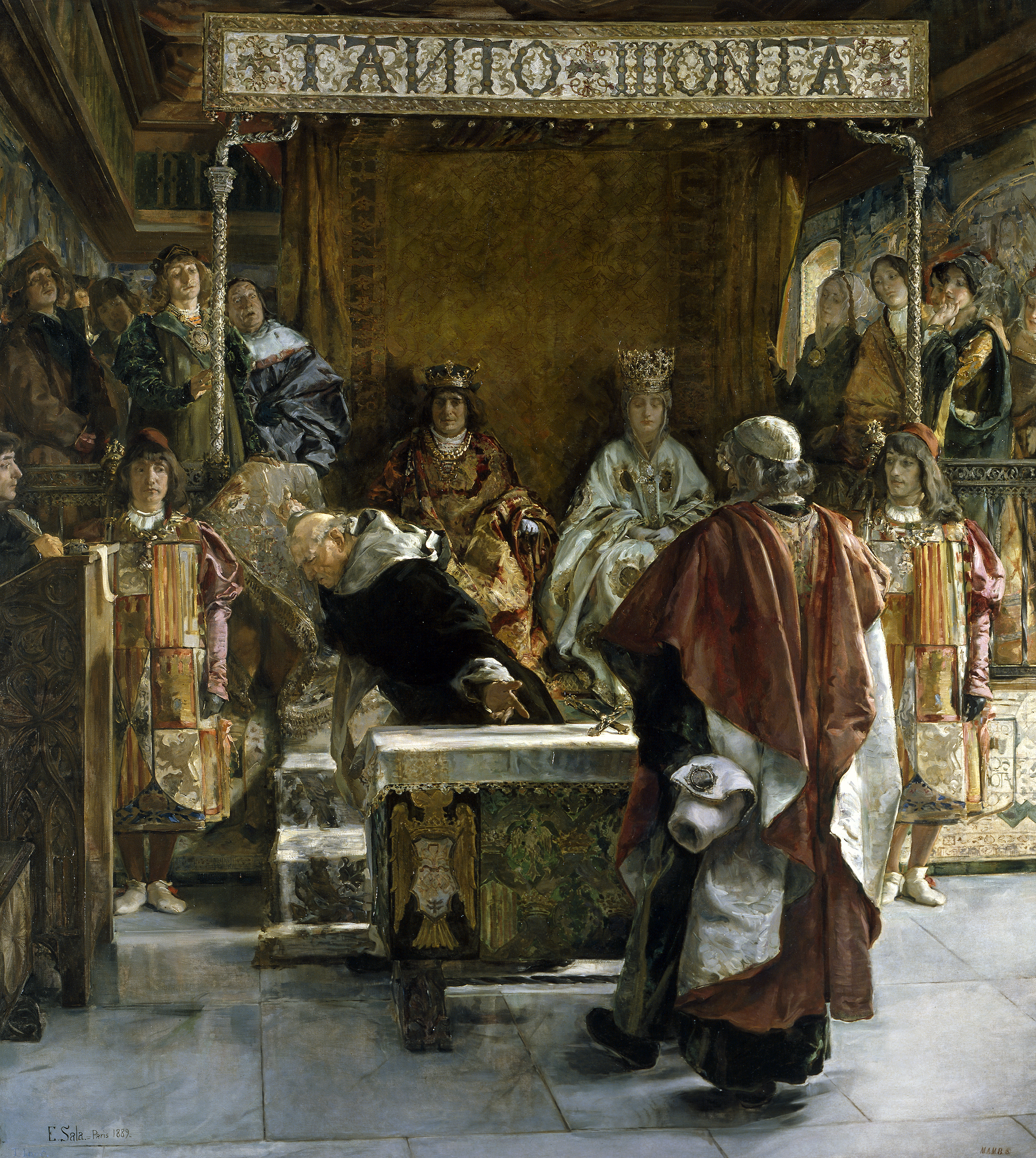
تاماس د تورکومادا (Tomás de Torquemada)، بازپرس بزرگ، در سال 1492 فرمان اخراج یهودیان از اسپانیا را به پادشاهان کاتولیک برای امضای آنها پیشنهاد می‌کند. نقاشی اثر امیلیو سالا و فرانسیس (Emilio Sala y Francés).

سفارادی‌ها در سراسر جهان پراکنده هستند. از جمله در اسرائیل، ترکیه، ایالات متحده آمریکا، آمریکای جنوبی، یونان، بلغارستان، فرانسه و بریتانیا.
حتی گروهی از آنها به خاطر شهرت کاشان به عنوان مرکز ساخت سفال و کاشی‌های زیبا و بعدها ابریشم، فاستونی، مخمل و فرش، که مهارت‌های آن را سفاردیان از قبل می‌دانستند، به این شهر جذب شده و به ایران آمدند. لرد دیوید آلیانس از نوادگان آنهاست.

## قرن ۲۱

### اسپانیا
در ماه نوامبر ۲۰۱۲ آلبرتو روئیز گایاردون، وزیر دادگستری اسپانیا، طرحی را ارائه کرد که بر مبنای آن نوادگان جامعه یهودیان اسپانیا (موسوم به یهودیان سفارادی) خواهند توانست به‌سرعت گذرنامه و تابعیت اسپانیایی دریافت کنند. او گفت: «در سفر طولانی اسپانیا برای کشف دوباره بخشی از میراثش، موقعیت‌های اندکی به اندازه این، مرا تحت تأثیر قرار داده است.» او اعلام کرد که به کسانی که بتوانند ثابت کنند از اعقاب یهودیان اسپانیا هستند، تابعیت اسپانیایی اعطا خواهد شد. این خبر به سرعت برق بین یهودیان سفارادی جهان پخش شد. براساس اعلام فدراسیون جوامع یهودی اسپانیا که مسئولیت بررسی درخواست‌ها در این زمینه را به عهده دارد، تنها در یک ماه نخست اجرای این طرح حدود ۶ هزار درخواست ارائه شد. یکی از متقاضیان، نماینده کنگره آمریکا بود که البته نامش اعلام نشد. برخی دانشگاهیان مسلمان این پیشنهاد را غیرعادلانه خوانده‌اند و می‌گویند که نیاکان آن‌ها هم در جریان انکیزیسیون از اسپانیا اخراج شده‌اند، اما هیچ‌کس از آن‌ها دعوت نکرده است که به اسپانیا بازگردند.
در سال ۲۰۲۴ میلادی، مستندی در اسپانیا با استفاده از آزمایش دی‌ان‌ای و پس از ۲۲ سال تحقیق، اعلام کرد کریستف کلمب، کاشف قاره آمریکا، یهودی سفارادی و اهل اروپای غربی بوده است. این مستند به اختلاف نظرها دربارهٔ اصلیت کلمب پایان داد. پیش از این بسیاری او را اهل جنوآ ایتالیا می‌دانستند.

### پرتغال
در ژانویه ۲۰۱۵ (بهمن ۱۳۹۳) دولت پرتغال قانونی را تصویب کرد که بر اساس آن نوادگان یهودیانی که بیش از ۵۰۰ سال پیش از این کشور اخراج شدند می‌توانند به پرتغال برگردند و تقاضای شهروندی کنند. آن دسته از نوادگان یهودیان سفارادی اخراج شده که بتوانند ریشه‌های خود و پیوند قوی با این کشور را ثابت کنند می‌توانند برای دریافت گذرنامه پرتغال اقدام کنند. دولت گفت برای اثبات این پیوند، ترکیبی از نام خانوادگی، زبان مورد استفاده برای گفتگو در خانواده و شواهدی مبنی بر نسب مستقیم مورد نیاز است.